# Chapultepec

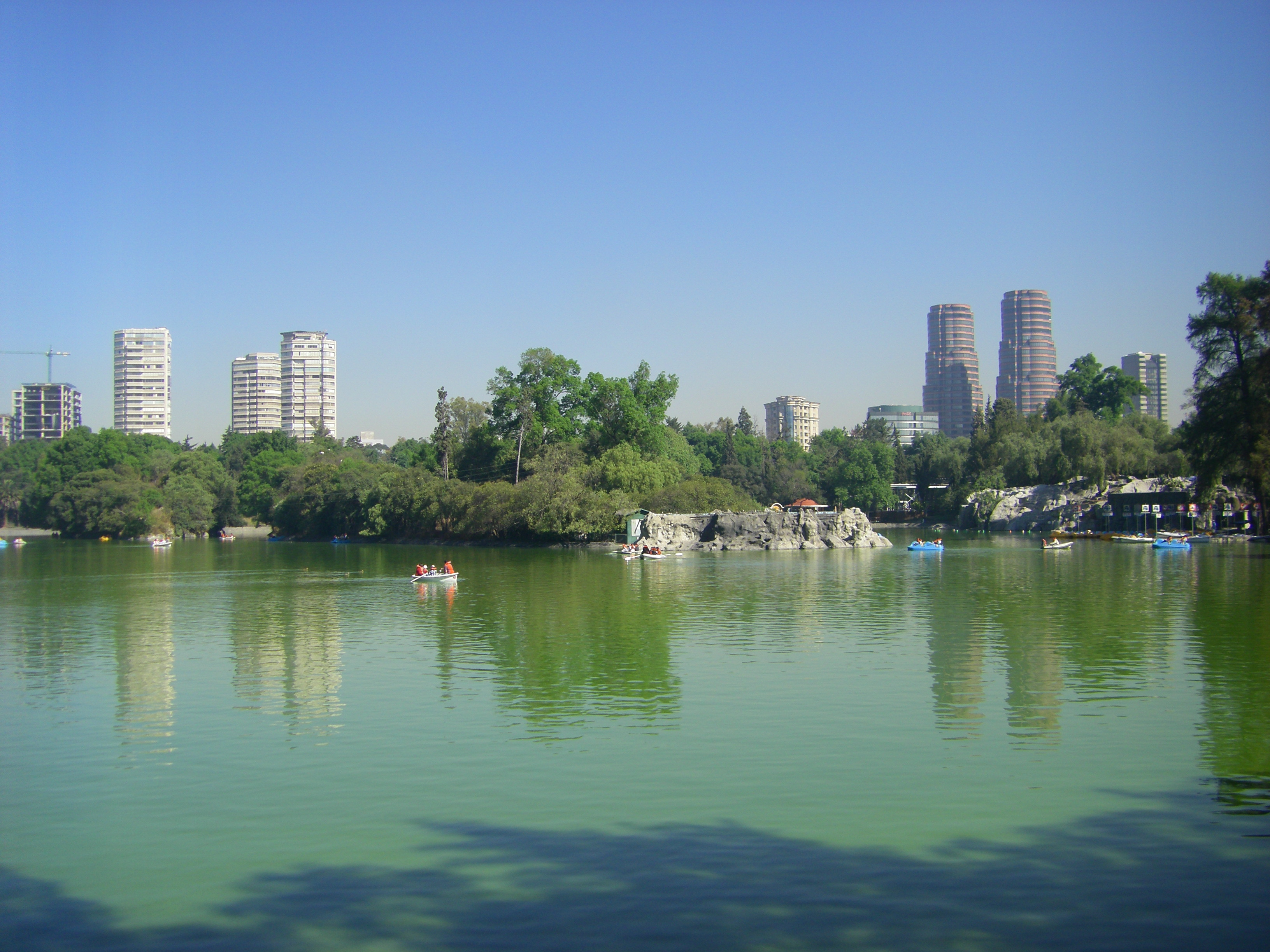
Lago Chapultepec

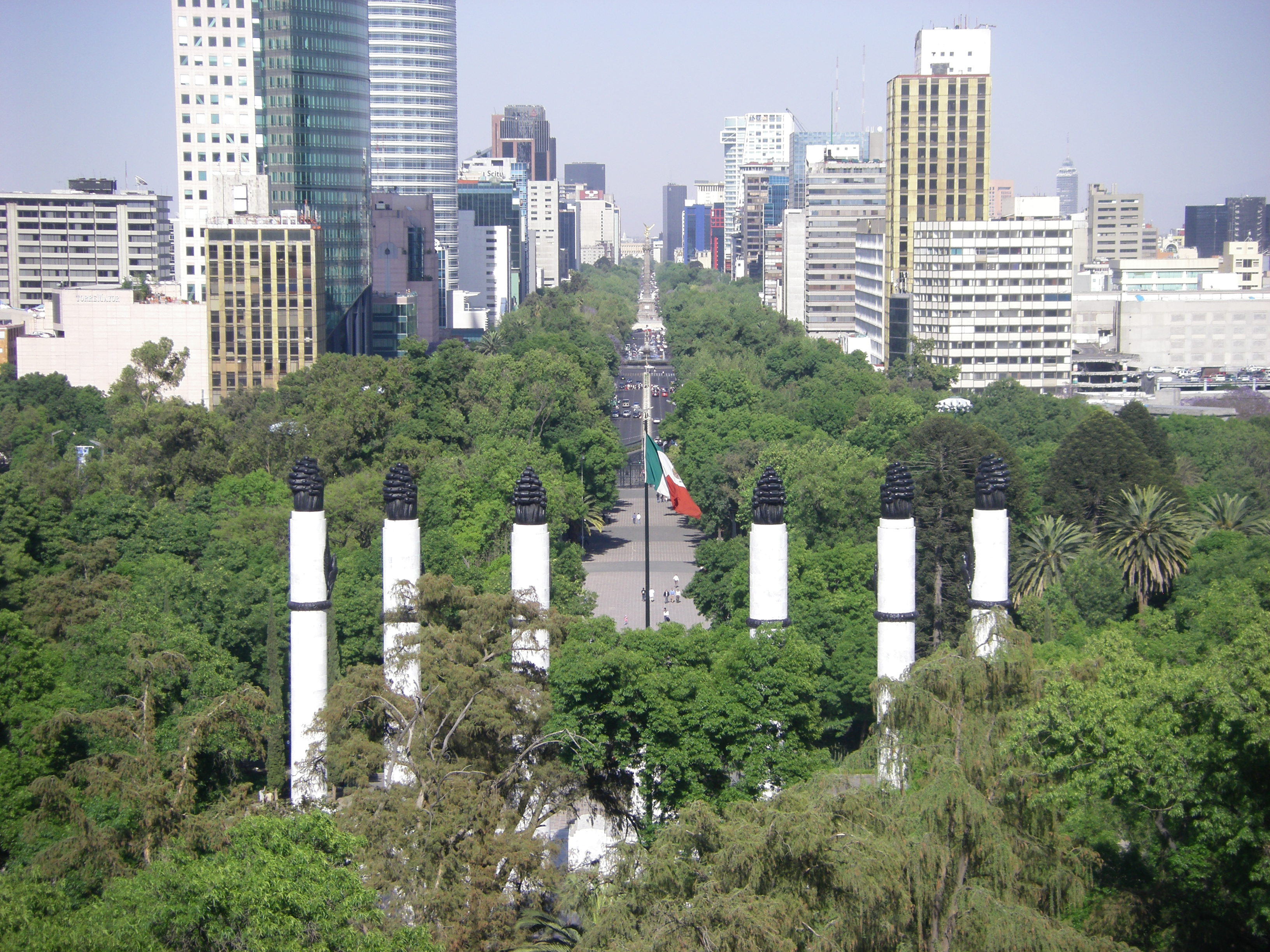
Blick vom Schloss auf das Monumento a los Niños Heroes (vorne) und den Paseo de la Reforma (hinten)

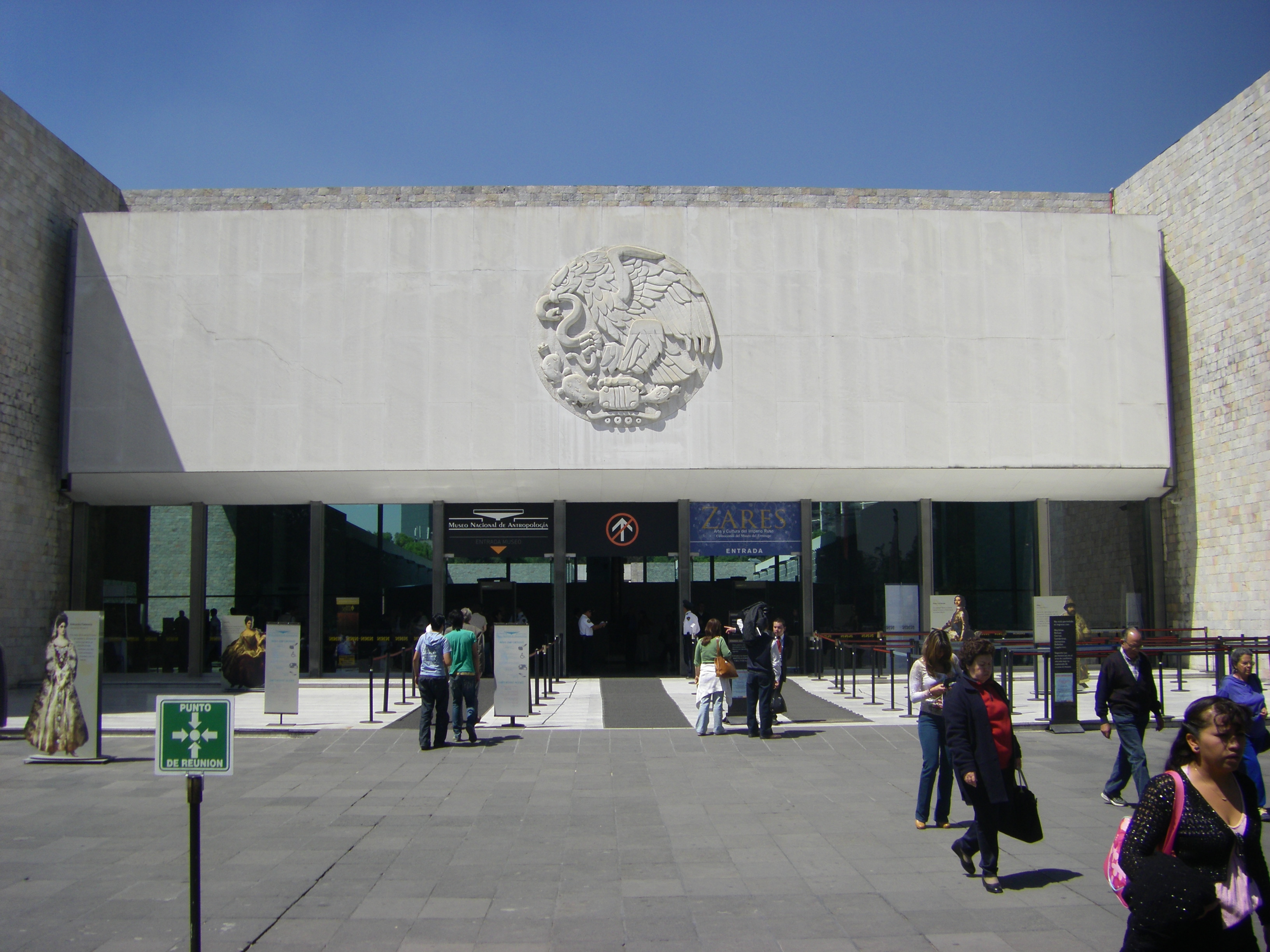
Eingang des Anthropologischen Museums

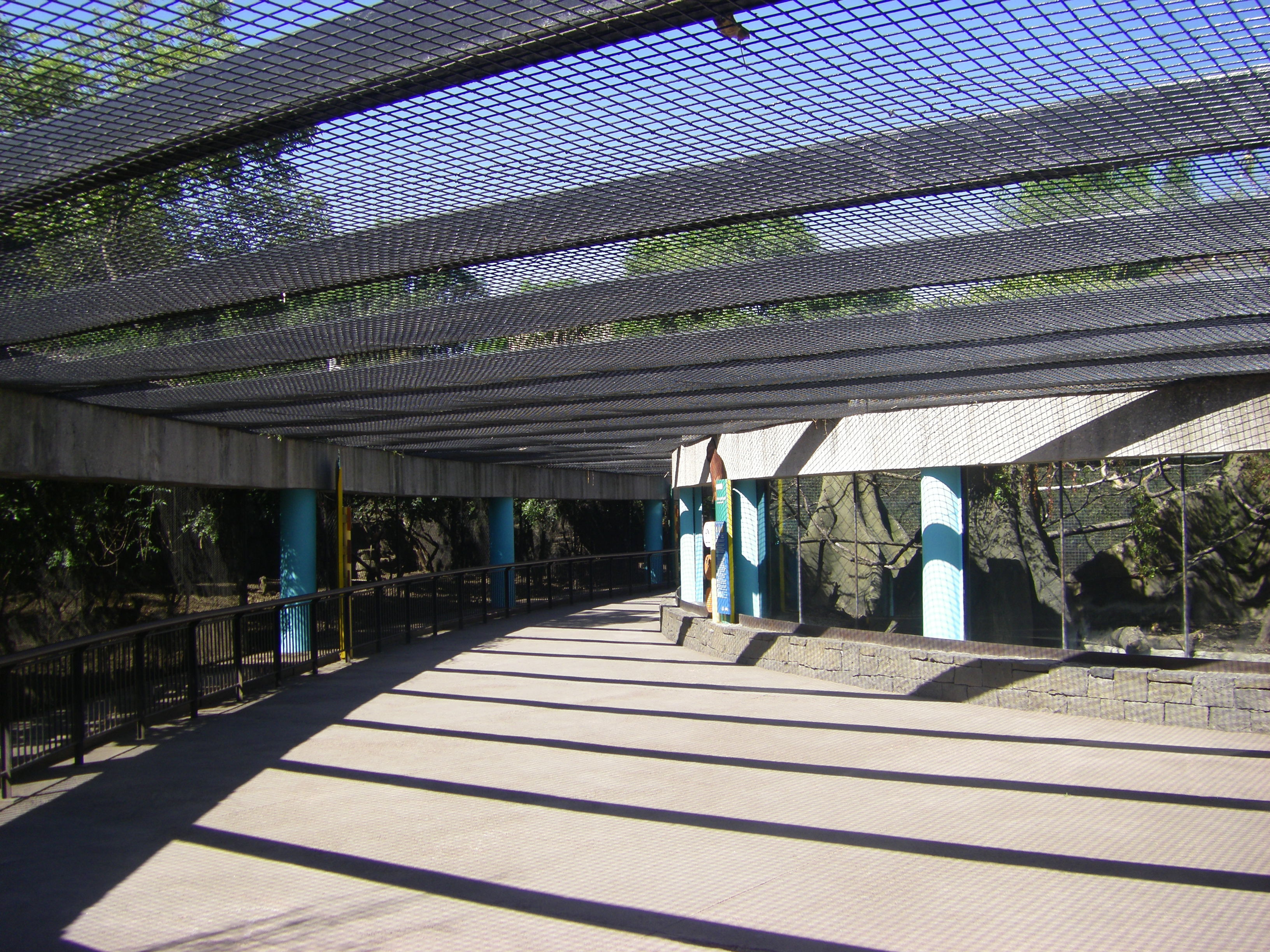
Im Zoo von Chapultepec

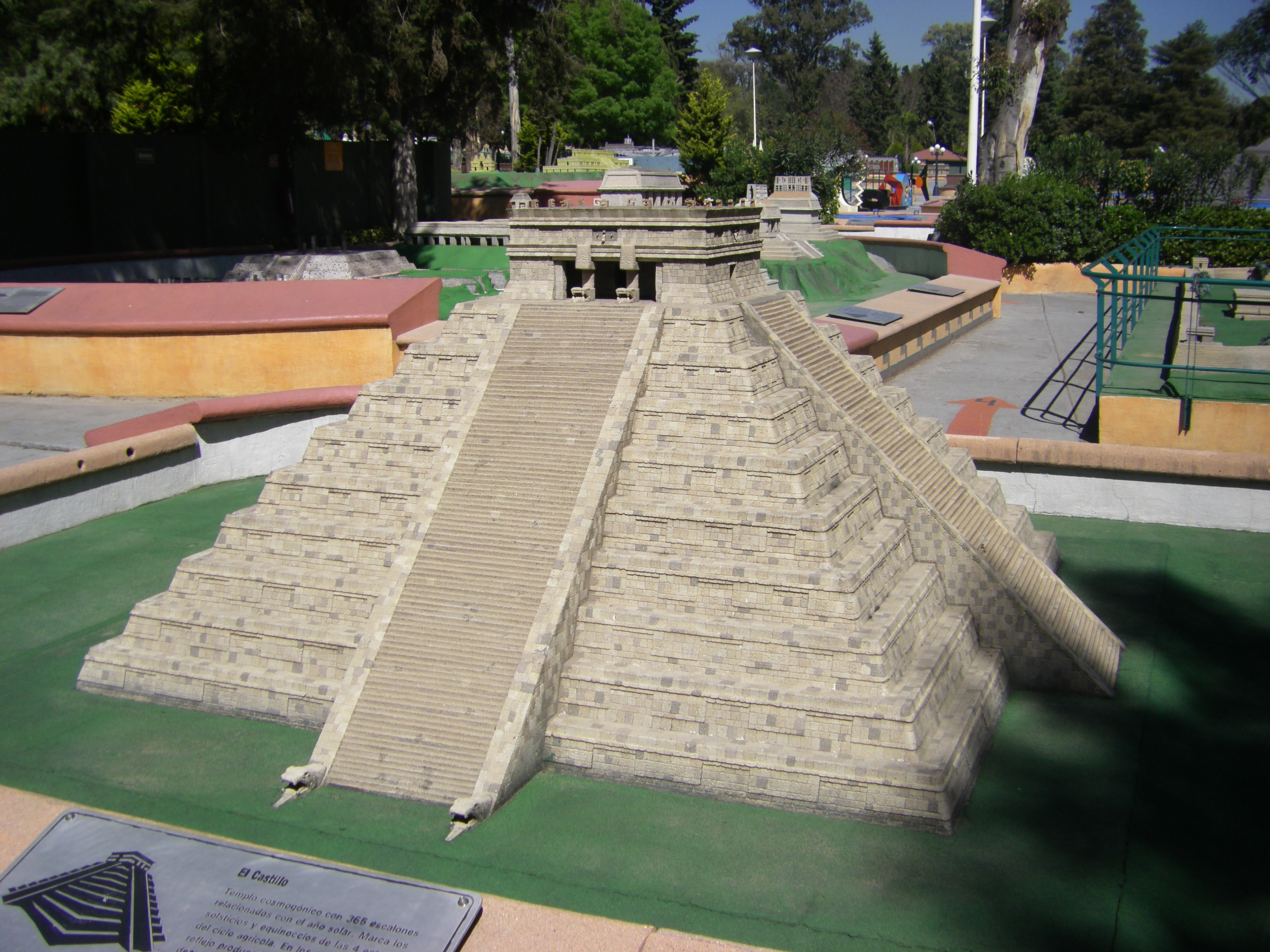
Modell der Pyramide von Chichén Itzá in México Mágico

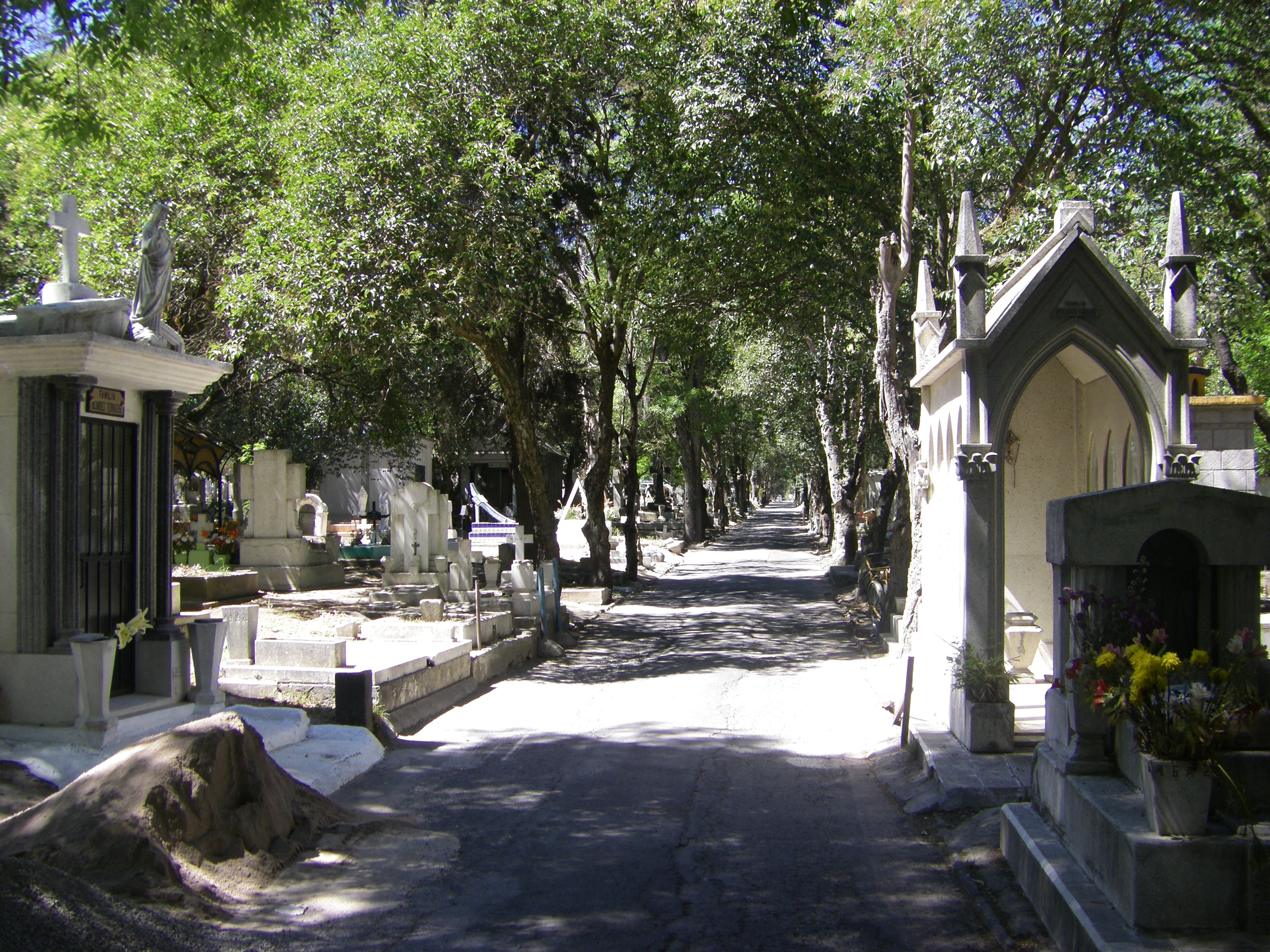
Weg auf dem Panteón Civil de Dolores

Chapultepec (von Chapoltepēc, „Heuschreckenhügel“ in der Nahuatl-Sprache) ist ein großer Hügel, der sich wenige Kilometer südwestlich des Zentrums von Mexiko-Stadt in der Delegación Miguel Hidalgo befindet.
Der Bosque de Chapultepec (Wald von Chapultepec) ist mit einer Fläche von etwa 4 km² die größte Grünanlage im Zentrum von Mexiko-Stadt und ein beliebtes Ausflugsziel der Hauptstädter. Während das Naherholungsgebiet im Spanischen als Wald bezeichnet wird, wird es in deutschen und englischen Reiseführern regelmäßig als Park ausgewiesen. Der Wald bzw. Park von Chapultepec ist in drei Sektoren untergliedert.

## Die Sektoren desBosque de Chapultepec

### Sektor 1
Der erste und wichtigste Sektor nimmt den Norden sowie den Osten des Parks ein und wird im nördlichen Bereich vom Paseo de la Reforma durchlaufen. Nördlich dieser Straße befinden sich das Anthropologische Museum sowie das Museum Rufino Tamayo. Südlich der Reforma finden sich – von West nach Ost – folgende wichtige Objekte in unmittelbarer Nähe zur Straße:
- das militärische Exerziergelände Campo Marte;
- das Auditorio Nacional, die Nationale Konzerthalle mit einer Kapazität für 15.000 Besucher;
- der Botanische Garten;
- der Zoologische Garten von Chapultepec;
- der Lago Chapultepec mit Casa del Lago; ein Weiher, den man mit geliehenen Booten befahren kann und die am Westufer des Weihers gelegene Villa, die mittlerweile zur Universität von Mexiko-Stadt gehört und für Kurse und kulturelle Veranstaltungen genutzt wird;
- das 1964 eröffnete Museum für Moderne Kunst, das vorwiegend Werke mexikanischer Künstler des 19. und vor allem des 20. Jahrhunderts beherbergt.

Südlich hiervon befindet sich auf einer Anhöhe das Schloss Chapultepec, mit dessen Bau 1785 begonnen wurde. In seiner Anfangszeit diente es den Vizekönigen von Neuspanien, wie die von Spanien eingesetzten Herrscher Mexikos seinerzeit hießen, als Residenz. 1843 wurde das Schloss in eine Militärakademie umgewandelt. Mit dem Eintreffen von Kaiser Maximilian im Jahre 1864 wurde das Schloss renoviert und zu seiner Residenz gemacht. Nach seiner Hinrichtung 1867 diente das Schloss bis 1940 als Residenz der mexikanischen Präsidenten. Seither dient es als Sitz des Nationalen Museums für Geschichte. Neuer Amtssitz der Präsidenten wurde der an der Calzada Molino del Rey gelegene Palast Los Pinos, der sich ebenfalls in Sektor 1 des Bosque de Chapultepec befindet.
Während der Olympischen Sommerspiele 1968 war dieser Bereich ein Teil des Marathonlaufs.

### Sektor 2
Der zweite Sektor, der zusammen mit Sektor 1 eine große Einheit bildet, befindet sich westlich des Boulevard Presidente Adolfo López Mateos. Die wichtigsten Bauwerke in diesem Abschnitt sind das Kindermuseum Papalote Museo del Niño und das Gelände México Mágico, auf dem Modelle der bedeutendsten mexikanischen Bauwerke zu besichtigen sind.

### Sektor 3
Der dritte Sektor befindet sich abseits des eigentlichen Parks, der aus den Sektoren 1 und 2 gebildet wird. Er befindet sich fast 2 km südwestlich und wird durch den dazwischen liegenden Friedhof Civil de Dolores vom Hauptpark getrennt. Seine Hauptattraktion ist der Wasserpark Atlantis, in dem unter anderem Delfine und Seelöwen zu sehen sind.

## Geschichte vonChapultepec

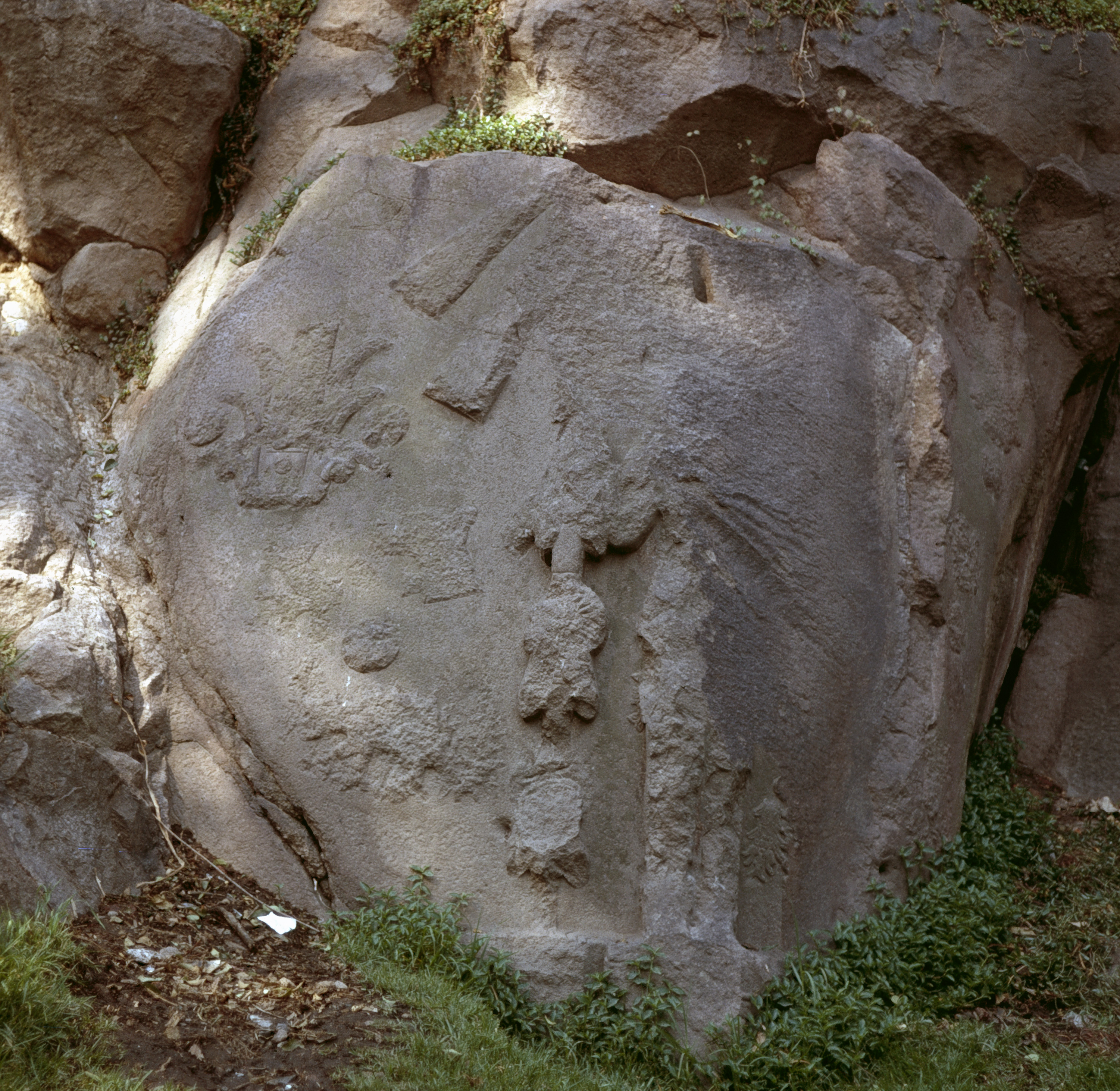
Reste des Felsbildnisses von Moctezuma II

Der Hügel, auf dem sich heute das Schloss befindet, war eine ehemalige Hochburg der Tolteken, deren letzter Herrscher Huémac sich hier 1177 nach seiner Flucht aus Tula erhängt haben soll. 1299 siedelten erstmals Azteken auf dem Hügel an, wurden jedoch bereits 20 Jahre später von Nachbarstämmen vertrieben. Nach einiger Zeit eroberten die Azteken das verlorene Terrain zurück und legten auf dem Hügel einen Tempel an, während die unmittelbare Umgebung des Hügels zu einem Garten für den Herrscher umgestaltet wurde. Seit Moctezuma I. (1390–1469) haben sich die aztekischen Herrscher an einer Felswand am östlichen Ende des Hügels in Form von Reliefdarstellungen verewigt. Während der Großteil nach der Eroberung bewusst zerstört wurde, sind von dem Bildnis des Moctezuma II. noch gut erkennbare Reste erhalten. Auf der linken Seite ist das Jahresdatum 2 acatl, entsprechend dem Jahre 1507 sichtbar, daneben Teile des Kopfschmuckes und unten die Beine des Herrschers sowie weitere Trachtelemente. Die Bohrlöcher der Zerstörung sind deutlich zu sehen.
Eines der Aquädukte, die die aztekische Hauptstadt Tenochtitlan mit Trinkwasser versorgten, wurde durch Quellen am Fuß des Chapultepec-Hügels gespeist. Als Hernán Cortés die Stadt im Jahre 1521 belagerte, zerstörten seine Hauptleute Pedro de Alvarado und Cristóbal de Olid das Aquädukt bei Chapultepec und schnitten so die Azteken von ihrer Wasserversorgung ab.
Im Jahre 1847, in der Schlacht von Chapultepec während des Mexikanisch-Amerikanischen Krieges, verteidigten die Kadetten, die im Schloss von Chapultepec Wache hielten, ihre Akademie gegen angreifende US-amerikanische Truppen. Die offizielle mexikanische Geschichte erinnert im Besonderen an die sechs jungen Männer, die in dieser Schlacht ihr Leben ließen. Die „Heldenkinder von Chapultepec“ werden am 13. September jeden Jahres durch einen Nationalfeiertag geehrt. Sie hießen:
- Juan de la Barrera  (Alter 19)
- Juan Escutia  (Alter 15–19) (?) – Er soll sich in die Fahne gewickelt haben und vom Dach in den Tod gesprungen sein, woran ein Wandgemälde erinnert.
- Francisco Márquez  (Alter 13)
- Agustín Melgar  (Alter 15–19) (?)
- Fernando Montes de Oca  (Alter 15–19) (?)
- Vicente Suárez  (Alter 14)

Ihnen ist das unterhalb des Schlosses stehende Monumento a los Niños Heroes gewidmet, das sich hinter dem Haupteingang des Parks befindet.

## Anschluss an das öffentliche Verkehrsnetz
Vom Stadtzentrum der Metropole erreicht man den Bosque de Chapultepec zu Fuß, mit dem Auto oder Bus am einfachsten über den Paseo de la Reforma.
Drei Metro-Stationen umgeben den wenige Kilometer südwestlich des Stadtzentrums gelegenen Park: im nördlichen Bereich befindet sich die am Paseo de la Reforma zwischen Auditorium und Zoo gelegene Station Auditorio, am südlichen Rand die an der Avenida Constituyentes gelegene Station Constituyentes. Beide Stationen werden von der Linie 7 bedient, welche die westlichste Nord-Süd-Verbindung der Metro von Mexiko-Stadt ist. Sie verkehrt zwischen El Rosario im Norden und Barranca del Muerto im Süden. Die beiden Stationen am Bosque de Chapultepec sind ferner durch die Calzada Molino del Rey verbunden; eine Straße, die durch den Park verläuft und zu einem großen Teil dessen erste und zweite Sektion voneinander trennt.
Unweit des Haupteingangs zum Bosque de Chapultepec am Paseo de la Reforma befindet sich am östlichen Parkrand die Station Chapultepec, die auf der Strecke der Linie 1 liegt. Diese ist die wichtigste unterirdische Ost-West-Verbindung der mexikanischen Hauptstadt und sie verläuft zwischen den Endstationen Observatorio im Westen und Pantitlán im Osten.

## Allgemeines System

Allgemeines System der drei Abschnitte Chapultepec, Panteón Civil de Dolores, und Tacubaya Polanco Miguel Hidalgo Delegation. In Spanisch.